# Le Conquet
Le Conquet település Franciaországban, Finistère megyében. Lakosainak száma 2814 fő (2022. január 1.). Le Conquet Plougonvelin, Ploumoguer és Trébabu községekkel határos.

## Népesség
A település népességének változása:
| Lakosok száma | 1811 | 2011 | 2149 | 2543 | 2700 | 2662 | 2713 | 2750 | 2768 | 2814 |
|               | 1968 | 1982 | 1990 | 2006 | 2013 | 2015 | 2017 | 2019 | 2020 | 2022 |